# Markku Aro
Markku Tuomas Puputti, född 3 februari 1950 i Mouhijärvi, är en finländsk popsångare. Han var en av Finlands mest populära artister under 1970-talet.
Markku Aro släppte sitt självbetitlade debutalbum 1969. 
Markku Aro har deltagit flera gånger i den finländska uttagningen till Eurovision Song Contest. Han deltog första gången 1969 och kom på 5:e plats med bidraget Sanoin. 1971 framförde han tillsammans med popduon Koivistolaiset bidraget Tie uuteen päivään och vann. I Eurovision Song Contest samma år kom de på 8:e plats med 84 poäng. I 1974 års finländska uttagning kom han på 8:e och sista plats i finalen med bidraget Anna kaikkien kukkien kukkia. 1976 kom han på 3:e plats med bidraget Ruska, 1979 på 5:e plats med Sano Susanne och 1981 framförde han bidraget Mun suothan tulla vierees sun tillsammans med Nisa Soraya och kom på 5:e plats.

## Diskografi

### Studioalbum
- Markku Aro (1969)
- Oo – mikä nainen (1972)
- Niin käy kun rakastuu (1973)
- Oma kultasein (1974)
- Katso luontoa ja huomaa (1975)
- Etsin kunnes löydän sun (1976)
- Markku Aro (1977)
- Anna aikaa (1978)
- Daniela (1979)
- Mun suothan tulla vierees sun (1981, mukana Nisa Soraya)
- Suojassa saman auringon (1982)
- Markku Aro (1985)
- Kaksi rakkainta (1990)
- Rakastamme vain toisiamme (1991)
- Käsi kädessä (1993)
- Rakkauden toukokuu (1997)
- Menneisyyden sillat (1999)
- Sinetti (2001)
- Kestän mitä vaan (2006)
- Tilaisuus on nyt (2008)
- Anna katse (2010)
- Anna tulta (2013)

### Samlingsalbum
- Parhaat päältä (1978)
- Markku Aron parhaat (1979)
- Parhaat (1989)
- Markku Aro (1990)
- 20 suosikkia – Etsin kunnes löydän sun (1995)
- Markku Aro (1995)
- 20 suosikkia – Rakastamme vain toisiamme (1997)
- 20 suosikkia – Anna mun ajoissa tietää (2001)
- Kaikki parhaat 1968-2001 (2CD) (2001)
- Suomihuiput (2003)
- Hitit (2004, sis. uusia levytyksiä vanhoista hiteistä)
- Tähtisarja – 30 suosikkia (2CD) (2006)